# Шон Бийн
Шон Марк Бийн (на английски: Shaun Mark „Sean“ Bean) е британски театрален и филмов актьор, носител на награди „Еми“ и БАФТА, номиниран за награда „Сатурн“. Известен е с ролите си във филмите „Отнесени от вихъра“, „Анна Каренина“, „Властелинът на пръстените“, „Златното око“, „Троя“, „Патриотични игри“, „Съкровището“, „Сайлънт Хил“ и др. Участва и в много телевизионни продукции, между които „Шарп“ на ITV и „Игра на тронове“ на HBO. Също така озвучава компютърни игри и телевизионни реклами.

## Биография
Шон Бийн е роден на 17 април 1959 г. в град Шефилд, Англия, той е син на Рита и Брайън Бийн. Баща му има собствена фирма, в която работят 50 работници, включително и майката на Бийн, която работи като секретарка. Шон има и по-малка сестра на име Лорейн. Въпреки че семейството му е относително заможно (баща му притежава Ролс-Ройс „Silver Shadow“), никога не се преместват в по-елитен квартал, като предпочитат да останат близо до своите приятели и роднини.
Като дете Шон мечтае да бъде професионален футболист, но при инцидент, при който чупи стъклена врата, наранява крака си и е принуден да изостави мечтата си. Завършва училище на 16 години и работи като продавач в супермаркет и градинар, а след това започва работа във фирмата на баща си. Докато работи за семейната фирма, Шон кара курсове за заварчик в „Колежа по изкуства и технологии“ на град Родъръм (Rotherham College of Arts and Technology). По време на курса попада в „клас за изкуства“ и решава да се занимава с изкуство. След като посещава за кратко курсове в два други колежа (единия за половин ден, а другия за по-малко от седмица), накрая се завръща в Родъръмския колеж и се записва в курс за актьорско майсторство. След като участва в няколко пиеси, през 1981 г. Шон Бийн кандидатства и е приет в Кралска академия за драматично изкуство (RADA) в Лондон.
Шон Бийн се е женил и развеждал четири пъти. През 1981 г. той се жени за „колежанската си любов“ Дебра Джеймс, но бракът им се проваля и приключва с развод през 1990 г. По време на следването си в Академията среща актрисата Мелани Хил, с която сключват брак през февруари 1990 г. От този втори брак се раждат две дъщери – Лорна и Моли. През август 1997 г. Бийн се развежда отново.
По време на снимките за поредицата „Шарп“ се запознава с актрисата Абигейл Крутенден, с която сключва брак през 1997 г. От нея също има дъщеря – Иви Наташа. Бийн и Крутенден се развеждат през 2000 г. През 2008 г. Шон Бийн сключва брак за четвърти път, с Джорджина Сътклиф. Раздялата между Бийн и Сътклиф е обявена на 6 август 2010 г. и разводът е финализиран на 21 декември 2010 г. През 2011 г. Бийн на няколко пъти е засичан с английския модел Ейприл Съмърс.

## Кариера

### Първи успехи
Шон Бийн завършва академията през 1983 г. със сребърен медал за изпълнението си в пиесата „В очакване на Годо“. Дебютът му като професионален актьор е на сцената на Уотърмил Тиътър (Watermill Theatre) в Нюбъри, в ролята на Тибалт в „Ромео и Жулиета“. Началната му работа включва смесица от театрални и телевизионни роли. Като актьор приема ирландския правопис на името „Шон“ (Sean) за личното си име. Първата му национална поява е в реклама на марка безалкохолна бира. В периода 1986 – 1988 г. е част от „Кралската шекспирова трупа“ (Royal Shakespeare Company) и взима участие в изпълненията на „Ромео и Жулиета“ и „Сън в лятна нощ“. През 1986 г. участва за пръв път във филм – „Караваджо“ на режисьора Дерек Джарман, като изпълнява ролята на Ранучо Томасони. През 1988 г. Шон Бийн е поканен и в следващия филм на Джарман – „Реквием за войната“; във филма участва също и сър Лорънс Оливие.
В края на 80-те и началото на 90-те години на ХХ век той се утвърждава като актьор в телевизионни продукции на британската телевизия и прави запомнящи се роли в продукциите на BBC – „Клариса“ (Clarissa) и „Лейди Чатърли“ (Lady Chatterley), в които си партнира с актрисата Джоли Ричардсън. През 1990 г. Бийн си партнира с Ричард Харис във филма „Полето“. През същата година играе и ролята на журналиста Антон във „Вятърни следи“, филм, в който се разглеждат проблемите на апартейда в Южна Африка.
През 1996 г. участва в реклама на Sky Sports за Английската висша лига. През тази година Шон съчетава любовта си към футбола с кариерата си, като най-накрая постига детската си мечта да играе за отбора на Шефилд Юнайтед, макар и под името „Джими Мюир“ във филма „Когато дойде събота“. Въпреки че като цяло филмът не е приет добре от критиката, Шон Бийн получава похвали за доброто си изпълнение.

### Шарп
Успешните му роли в „Караваджо“ и „Лейди Чатърли“ допринасят за изграждането на образа му на секссимвол, но името на Шон Бийн се асоциира предимно с една от най-емблематичните му роли – на Ричард Шарп (английски стрелец по времето на Наполеоновите войни) в телевизионната поредицата „Шарп“, по мотиви от романите на Бърнард Корнуел. Шон Бийн не е титулярният актьор, избран за ролята на Шарп, но Пол Макган, който е първият избран, се контузва в игра на футбол два дни преди започване на снимките. Първоначално продуцентите на поредицата се опитват да включат контузията на Макган по някакъв начин във филма, но след като се оказва невъзможно, Шон Бийн е повикан да изиграе ролята.
Филмите за Шарп са по мотиви на романите на Бърнард Корнуел, разказващи за Полуостровната война и измислените приключения на група войници от известната „95-а Стрелкова бригада“. Поредицата започва със „Стрелците на Шарп“. Сериите описват приключенията на Ричард Шарп – сержант, който се издига до подполковник до битката при Ватерло. Филмите са заснети в периода 1993 – 1997 г. с по три епизода на година. Продукцията е заснета при тежки условия, първо в Украйна, а след това в Португалия. След години на очакване и различни слухове, са създадени още два епизода – „Изпитанието на Шарп“ (2006) и „Шарп в опасност“, който е излъчен по телевизия ITV през есента на 2008 г. и по-късно е издаден на DVD.

### „Холивудски злодей“
Шон Бийн прави прехода си към големите холивудски продукции с ролята на лорд Ричард Фентън в минисериала „Скарлет“, базиран на едноименната новела от Александра Рипли. Произведението на Рипли е продължение на романа „Отнесени от вихъра“, написан от Маргарет Мичъл. През 1992 г. Бийн изиграва ролята на терорист от ИРА във филма „Патриотични игри“; в екшън сцена, Харисън Форд удря Шон с кука, което му оставя белег. Изглежда „белязаната му външност“ го прави естествен избор за антагонист и ролята му в „Патриотични игри“ е последвана от роли в други филми, в които също играе злодей.
Като злодей играе ролите на Алек Тревалян (агент 006, на MI6) във филма от поредицата за Джеймс Бонд – „Златното око“ (1995), Спенс в „Ронин“ (1998 заедно с Робърт Де Ниро), Джейсън Лок в „Момчетата от Есекс“ (2000), Патрик Костър в „Нито дума“ (2001). Също е познат като злия търсач на съкровища Иън Хоу в популярния филм „Съкровището“ (2004) с участието и на Никълъс Кейдж. Играе зъл учен на име Мерик в „Островът“ (2005).

### Властелинът на пръстените
Вероятно една от най-известните роли на Шон Бийн е превъплъщението му в ролята на Боромир във филмовата трилогия на Питър Джаксън – „Властелинът на пръстените“. Участието му е основно в първата част – „Властелинът на пръстените: Задругата на пръстена“. Появява се и в ретроспективни кадри в „киноверсията“ на „Властелинът на пръстените: Двете кули“ и „Властелинът на пръстените: Завръщането на краля“, както и в удължената версия на „Двете кули“. Преди да приключи кастингът за филма, се появяват слухове, че Джаксън иска Шон Бийн за ролята на Арагорн, но нито Бийн, нито Джаксън потвърждават слуховете в интервюта. Страхът от летене (аерофобия) на Шон Бийн му причинява затруднения по време на снимките в планините на Нова Зеландия, където е снимана трилогията. След един особено тежък полет Шон „се заклева“ да не лети до мястото за снимки никога повече. Тъй като е необходимо отново да се снима сцена в планините, той взима лифт, а останалите няколко километра до точната локация на снимките минава пеш в „пълно снаряжение“ и „въоръжен“ с щит, меч и броня.
Бийн има татуировка на рамото си с надпис „девет“, изписана на езика тенгвар (език, измислен от писателя Дж. Р. Р. Толкин). Татуировката е в чест на участието му във филма, както и за това, че неговият герой е един от деветимата спътници в „Задругата на пръстена“. Останалите актьори от „Задругата“ – Илайджа Ууд, Шон Остин, Орландо Блум, Били Бойд, Иън Маккелън, Доминик Монахан и Виго Мортенсен имат същата татуировка. Джон Рис-Дейвис (също има татуировката), който изпълнява ролята на Гимли, урежда и на неговия дубльор да му бъде направена същата татуировка.

### Кариера през XXI век
В последните години ролите позволяват на Шон Бийн да разкрие още повече своя талант. През 1999 г. в сериала „Изключително опасен“ Шон изиграва много добре ролята на герой, „ходещ по тънката линия“ между доброто и злото. Изпълнението му напомня за сериала от 60-те години на ХХ век – „Беглецът“ (The Fugitive). През 2002 г. играе разкаян духовник, четящ поезия, който се поддава на емоциите си във филма „Еквилибриум“, където си партнира с Крисчън Бейл; през 2003 г. играе чудат извънземен каубой в „Голямата пустота“, а през 2004 г. изиграва симпатичния и хитър Одисей във филма „Троя“, в който си партнира с Брад Пит, Ерик Бана и Орландо Блум.
Бийн участва заедно с други холивудски знаменитости във видеоклипа на Моби „We Are All Made of Stars“ през февруари 2002 г. През същата година се завръща на театралната сцена в Лондон с изпълнение на „Макбет“ заедно със Саманта Бонд. Пиесата е изключително популярна и продължава да се играе до 2003 г.
Разпознаваемият и специфичен глас му осигурява допълнителни ангажименти в много британски рекламни кампании, включително за компанията O2, супермаркети „Morrisons“ и благотворителната фондация „Barnardo's“, „Кампанията за даряване на кръв“ в Англия и Уелс, както и за Sci-Fi Channel в САЩ. Бийн взима участие и във видеоиграта The Elder Scrolls IV: Oblivion, като озвучава персонажа Мартин Септим (Martin Septim).
Шон Бийн участва в „Извън закона“ – независима британска продукция и римейк на филм на ужасите от 1986 г. „Стопаджията“ (2007) като за филма използва американски акцент. Участва в „Пърси Джаксън и боговете на Олимп: Похитителят на мълнии“ (2010), като изпълнява ролята на Зевс – бога на гръмотевиците. Същата година играе и във филма на Стивън Милбърн Андерсън – „Кеш“ (CA$H), като изпълнява главната роля на човек на име Пайк Кубик и си партнира с актьора Крис Хемсуърт.
През 2011 г. взима участие във високобюджетната продукция на HBO „Игра на тронове“, като изпълнява ролята на Едард Старк, владетел на едно от седемте кралства – „Зимен Хребет“. Ще вземе участие във филма „Войник на съдбата“, в който ще си партнира с Винг Реймс и Крисчън Слейтър и ще се завърне в ролята на Кристофър ДеСилва в „Сайлънт Хил 3D“.

## Актьорски стил
Шон Бийн заявява в интервюта, че най-трудната част от снимките е моментът, в който се опитва да вникне в героя си. След като постигне това, с едно щракване на пръсти може да излезе или да влезе в ролята си. Способността му мигновено да преминава от тих човек от снимачната площадка в ролята на воина Боромир „втрещила“ Шон Остин по време на снимките в първата част на „Властелинът на пръстените“. Фенове на Шон Бийн са и режисьорите Майк Фиджис (Mike Figgis, „Бурен понеделник“) и Волфганг Петерсен („Троя“), които описват работата си с Шон като „изключително приятна“.

## Публичен образ
Шон Бийн често е описван като „земен човек“, той е запазил акцента си от Шефилд, въпреки че живее в Лондон. Отчасти и заради ролята си в телевизионните серии за Шарп е описван и като секссимвол. Шон е класиран на второ място в класация за сексапилен мъж в Обединеното кралство за 2004 г., като е изпреварен единствено от Орландо Блум, с когото си партнират във „Властелинът на пръстените“. Бийн признава, че няма нищо против жените да го считат за „леко грубоват тип“. Първата любов на Шон Бийн е футболът и той е страстен фен на Шефилд Юнайтед – отбор, който подкрепя още от младините си; има татуировка на лявото си рамо с надпис „100 % Blade“ („100 % острие“; „Остриетата“ е прякор на Шефилд Юнайтед). До декември 2007 г. Бийн е един от директорите на клуба, но решава „да се върне на трибуните, към които принадлежи“. Вероятно е имало някакви проблеми между Шон Бийн и Нийл Уорнък (бивш мениджър на Шефилд), който твърди, че актьорът е нахлул в офиса му след сезон 2006/07 и започнал да му крещи пред съпругата и децата му. Шон отрича за подобна случка и нарича Уорнък „киселяк“ и „лицемер“. Шон Бийн също така е написал предговора и помага за популяризиране на книга с анекдоти на име „Шефилд Юнайтед: Биографията“.
В допълнение на имиджа на секссимвол и признанието за „леко груб тип“, Бийн има и репутация на самотник – етикет, който неправилно му е лепнат според самия него. Вместо като самотник, той се описва просто като „мълчалив човек“ и журналистите, които са го интервюирали, признават, че е „човек, който не говори много“, дори някои журналисти го определиха като „учудващо срамежлив“. Въпреки че признава, че е работохолик, Шон Бийн в свободното си от работа време обича да чете, да слуша музика и да свири на пиано. Той е запален градинар и обича да рисува.

## Награди и признания
През 2013 г. Шон Бийн получава награда „Еми“ в категория „най-добър актьор“ за изпълнението си в сериала „Accused“. Освен наградата „Еми“, има и три различни награди като част от актьорския състав на филма „Властелинът на пръстените: Завръщането на краля“. Наградите са от: „Гилдията на киноактьорите“ (Screen Actors Guild), от „Националния съвет на кинокритиците на САЩ“ (National Board of Review of Motion Pictures) и от „Асоциацията на филмовите критици“ (Broadcast Film Critics Association) – всичките през 2004 г.
В родния му град Шефилд той получава почетен докторат от Университета Шефилд Халам (Sheffield Hallam University) през 1997 г. и втори докторат по английска литература от Университета на Шефилд (University of Sheffield) през юли 2007 г. След това Бийн коментира „аз получих докторска степен от Университета Шефилд Халам преди 11 или 12 години, така че сега имам двоен докторат. Това е чудесно, особено когато признанието е дошло от родния ми град.“ Той също така е избран като един от първите членове на „Sheffield Legends“ – шефилдския еквивалент на Холивудската Алея на славата. Шон Бийн има и паметна плоча, поставена в негова чест в кметството на град Шефилд.

## Избрана филмография
| Година | Филм                                                                                                  | Роля                                                               | Бележки                                                                                           |  |
| ------ | --- | ------------------------------------------------------------------ | ------------------------------------------------------------------------------------------------- |  |
| 1986   | Караваджо, (Caravaggio)                                                                               | Ранучио (Ranuccio)                                                 |                                                                                                   |  |
| 1988   | Бурен понеделник, (Stormy Monday)                                                                     | Брендън (Brendan)                                                  |                                                                                                   |  |
| 1988   | Разказвачът (The Storyteller) в епизод Вярната невеста (The True Bride)                               | Принц (Prince)                                                     | Тв програма                                                                                       |  |
| 1989   | Как да напреднем в рекламата (How to Get Ahead in Advertising)                                        | Лари Фриск (Larry Frisk)                                           |                                                                                                   |  |
| 1989   | Реквием за войната (War Requiem)                                                                      | Немски войник (German Soldier)                                     |                                                                                                   |  |
| 1990   | Вятърни следи (Windprints)                                                                            | Антон (Anton)                                                      |                                                                                                   |  |
| 1990   | Полето (The Field)                                                                                    | Тадг МакКейб (Tadgh McCabe)                                        |                                                                                                   |  |
| 1990   | Лорна Дуун (Lorna Doone)                                                                              | Карвър Дуун (Carver Doone)                                         | Тв програма                                                                                       |  |
| 1990   | Съпрузи (Wedded)                                                                                      | Мъжът (Man)                                                        | Тв програма                                                                                       |  |
| 1991   | Принц (Prince)                                                                                        | Джак Морган (Jack Morgan)                                          | Тв програма                                                                                       |  |
| 1991   | Клариса (Clarissa)                                                                                    | Робърт Лавлес (Robert Lovelace)                                    | Тв програма                                                                                       |  |
| 1991   | Кажи, че ме обичаш (Tell Me that You Love Me)                                                         | Гейбриъл Луис (Gabriel Lewis)                                      | Тв програма                                                                                       |  |
| 1991   | В граничната държава (In The Border Country)                                                          | Смит (Smith)                                                       |                                                                                                   |  |
| 1991   | Давам царство за кон (My Kingdom for a Horse)                                                         | Стив (Steve)                                                       | Тв програма                                                                                       |  |
| 1992   | Инспектор Морз (Inspector Morse: Absolute Conviction)                                                 | Алекс Бейли (Alex Bailey)                                          | Тв програма                                                                                       |  |
| 1992   | Патриотични игри                                                                                      | Шон Милър (Sean Miller)                                            |                                                                                                   |  |
| 1992   | Златото на глупака: Разказ за обира на Бринкс-Мат (Fool's Gold: The Story Of The Brink's Mat Robbery) | Мики Макевой (Micky McAvoy)                                        |                                                                                                   |  |
| 1993   | Стрелците на Шарп (Sharpe's Rifles)                                                                   | Сержант/Лейтенант Ричард Шарп (Sergeant/Lieutenant Richard Sharpe) | Тв програма                                                                                       |  |
| 1993   | Орелът на Шарп (Sharpe's Eagle)                                                                       | Капитан Ричард Шарп (Captain Richard Sharpe)                       | Тв програма                                                                                       |  |
| 1993   | Лейди Чатърли (Lady Chatterley)                                                                       | Оливър Мелорс (Oliver Mellors)                                     |                                                                                                   |  |
| 1994   | Ротата на Шарп (Sharpe's Company)                                                                     | Капитан Ричард Шарп (Captain Richard Sharpe)                       | Тв програма                                                                                       |  |
| 1994   | Врагът на Шарп (Sharpe's Enemy)                                                                       | Майор Ричард Шарп (Major Richard Sharpe)                           | Тв програма                                                                                       |  |
| 1994   | Честта на Шарп (Sharpe's Honour)                                                                      | Майор Ричард Шарп (Major Richard Sharpe)                           | Тв програма                                                                                       |  |
| 1994   | Черният красавец (Black Beauty)                                                                       | Фермерът Грей (Farmer Grey)                                        |                                                                                                   |  |
| 1994   | Пазаруване (Shopping)                                                                                 | Венинг (Venning)                                                   |                                                                                                   |  |
| 1995   | Златото на Шарп (Sharpe's Gold)                                                                       | Майор Ричард Шарп (Major Richard Sharpe)                           | Тв програма                                                                                       |  |
| 1995   | Битката на Шарп (Sharpe's Battle)                                                                     | Майор Ричард Шарп (Major Richard Sharpe)                           | Тв програма                                                                                       |  |
| 1995   | Сабята на Шарп (Sharpe's Sword)                                                                       | Майор Ричард Шарп (Major Richard Sharpe)                           | Тв програма                                                                                       |  |
| 1995   | Златното око                                                                                          | Алек Тревалян (Alec Trevelyan)                                     |                                                                                                   |  |
| 1996   | Когато дойде събота (When Saturday Comes)                                                             | Джими Мюир (Jimmy Muir)                                            |                                                                                                   |  |
| 1996   | Полкът на Шарп (Sharpe's Regiment)                                                                    | Майор Ричард Шарп (Major Richard Sharpe)                           | Тв програма                                                                                       |  |
| 1996   | Обсадата на Шарп (Sharpe's Siege)                                                                     | Майор Ричард Шарп (Major Richard Sharpe)                           | Тв програма                                                                                       |  |
| 1996   | Мисията на Шарп (Sharpe's Mission)                                                                    | Майор Ричард Шарп (Major Richard Sharpe)                           | Тв програма                                                                                       |  |
| 1997   | Ана Каренина (Anna Karenina)                                                                          | Вронски (Vronsky)                                                  |                                                                                                   |  |
| 1997   | Отмъщението на Шарп (Sharpe's Revenge)                                                                | Майор Ричард Шарп (Major Richard Sharpe)                           | Тв програма                                                                                       |  |
| 1997   | Правдата на Шарп (Sharpe's Justice)                                                                   | Майор Ричард Шарп (Major Richard Sharpe)                           | Тв програма                                                                                       |  |
| 1997   | Шарп при Ватерло (Sharpe's Waterloo)                                                                  | Подполковник Ричард Шарп (Lieutenant Colonel Richard Sharpe)       | Тв програма                                                                                       |  |
| 1998   | Ронин                                                                                                 | Спенс (Spence)                                                     |                                                                                                   |  |
| 1998   | Издигане (Airborne)                                                                                   | Дейв Туумс (Dave Toombs)                                           |                                                                                                   |  |
| 1998   | Кентърбърийски разкази                                                                                | The Nun's Priest                                                   | Тв програма                                                                                       |  |
| 1999   | Изключително опасен (Extremely Dangerous)                                                             | Нийл Бърн (Neil Byrne)                                             | Тв програма                                                                                       |  |
| 1999   | Браво–Две–Нула (Bravo Two Zero)                                                                       | Анди Макнаб (Andy McNab)                                           |                                                                                                   |  |
| 2000   | Момчетата от Есекс (Essex Boys)                                                                       | Джейсън Лок (Jason Locke)                                          |                                                                                                   |  |
| 2001   | Властелинът на пръстените: Задругата на пръстена                                                      | Боромир                                                            |                                                                                                   |  |
| 2001   | Нито дума (Don't Say a Word)                                                                          | Патрик Костър (Patrick Koster)                                     |                                                                                                   |  |
| 2002   | Властелинът на пръстените: Двете кули                                                                 | Боромир                                                            |                                                                                                   |  |
| 2002   | Еквилибриум                                                                                           | Ерол Партридж (Errol Partridge)                                    |                                                                                                   |  |
| 2002   | Том и Томас (Tom and Thomas)                                                                          | Пол Шепърд (Paul Shepherd)                                         |                                                                                                   |  |
| 2003   | Властелинът на пръстените: Завръщането на краля                                                       | Боромир                                                            | Наградата на Гилдията на киноактьорите за изключително изпълнение Награда на кинокритиците на САЩ |  |
| 2003   | Голямата пустота (The Big Empty)                                                                      | Каубой (Cowboy)                                                    |                                                                                                   |  |
| 2003   | Хенри VIII (Henry VIII)                                                                               | Робърт Аски (Robert Aske)                                          | Тв програма                                                                                       |  |
| 2004   | Гордост (Pride)                                                                                       | Тъмнина (глас) (Dark (voice))                                      |                                                                                                   |  |
| 2004   | Съкровището                                                                                           | Иън Хоу (Ian Howe)                                                 |                                                                                                   |  |
| 2004   | Троя                                                                                                  | Одисей                                                             |                                                                                                   |  |
| 2005   | Северна страна (North Country)                                                                        | Каил (Kyle)                                                        |                                                                                                   |  |
| 2005   | Летателен план (Flightplan)                                                                           | Капитан Маркус Рич (Captain Marcus Rich)                           |                                                                                                   |  |
| 2005   | Островът (The Island)                                                                                 | Др. Мерик (Dr. Merrick)                                            |                                                                                                   |  |
| 2006   | Тъмнина (The Dark)                                                                                    | Джеймс (James)                                                     |                                                                                                   |  |
| 2006   | Сайлънт Хил                                                                                           | Крис ДеСилва (Chris DeSilva)                                       |                                                                                                   |  |
| 2006   | The Elder Scrolls IV: Oblivion (видеоигра)                                                            | Мартин Септим (Martin Septim)                                      | глас                                                                                              |  |
| 2006   | Изпитанието на Шарп (Sharpe's Challenge)                                                              | Ричард Шарп (Richard Sharpe)                                       | Тв програма                                                                                       |  |
| 2007   | Стопаджията (The Hitcher)                                                                             | Джон Райдър (John Ryder)                                           |                                                                                                   |  |
| 2007   | Извън закона (Outlaw)                                                                                 | Дани Браянт (Danny Bryant)                                         |                                                                                                   |  |
| 2007   | Далечният север (Far North)                                                                           | Локи (Loki)                                                        |                                                                                                   |  |
| 2008   | Шарп в опасност (Sharpe's Peril)                                                                      | Ричард Шарп (Richard Sharpe)                                       | Тв програма                                                                                       |  |
| 2008   | Крузо (Crusoe)                                                                                        | Джеймс Крузо (James Crusoe)                                        | Тв програма                                                                                       |  |
| 2009   | Red Riding                                                                                            | Джон Доусън (John Dawson)                                          | Тв програма                                                                                       |  |
| 2010   | Черна смърт (Black Death)                                                                             | Улрич (Ulric)                                                      |                                                                                                   |  |
| 2010   | Пърси Джаксън и боговете на Олимп: Похитителят на мълнии                                              | Зевс                                                               |                                                                                                   |  |
| 2010   | Кеш (Ca$h)                                                                                            | Пайк и Рийс Кубик (Pyke Kubic & Reese Kubic)                       |                                                                                                   |  |
| 2010   | Изгубеното бъдеще (The Lost Future)                                                                   | Амал (Amal)                                                        |                                                                                                   |  |
| 2011   | Смъртоносна надпревра 2 (Death Race 2)                                                                | Маркус Кейн (Markus Kane)                                          |                                                                                                   |  |
| 2011   | Игра на тронове                                                                                       | Едард Старк (Eddard Stark)                                         | Тв програма (10 епизода)                                                                          |  |
| 2011   | Епоха на героите (Age of Heroes)                                                                      | Джонс (Jones)                                                      |                                                                                                   |  |
| 2012   | Огледалце, огледалце                                                                                  | Кралят                                                             |                                                                                                   |  |
| 2012   | Сайлънт Хил 3D (Silent Hill: Revelations)                                                             | Крис ДеСилва (Chris DeSilva)                                       |                                                                                                   |  |
| 2012   | Cleanskin                                                                                             | Юън (Ewan)                                                         |                                                                                                   |  |